# Esporte Clube Vai-Vai
O Esporte Clube Vai-Vai, é um clube brasileiro de futebol da cidade de São Paulo, no estado de São Paulo. A equipe é vinculada à tradicional Escola de Samba Vai-Vai fundada em 1 de janeiro de 1930, e a suas cores são preta e branca, a exemplo da escola de samba.
Em 2016, o clube profissionalizou-se e disputou a 1ª Taça Paulista, organizada pela Liga de Futebol Paulista.[carece de fontes?]

## Títulos
- Taça Paulista: 1 (2017)